# Frank Borghi
Frank Borghi (St. Louis, 9 de abril de 1925 - St. Louis, 3 de fevereiro de 2015) foi um futebolista estadunidense que atuava como goleiro.

## Carreira
Defendeu por 9 vezes a Seleção Norte-Americana, sendo titular na Copa do Mundo de 1950, participando da histórica vitória por 1 x 0 sobre a Inglaterra. Sua derradeira partida com a camisa dos EUA foi contra o México, pelas eliminatórias da Copa de 1954, a qual os norte-americanos não conseguiram a classificação - o país voltaria a um Mundial apenas em 1990. Foi incluído no Hall da Fama do futebol dos EUA em 1976.
No filme Duelo de Campeões, que retrata a história por trás do jogo, é mostrado como o líder da comunidade italiana na equipe e é interpretado por Gerard Butler (mais conhecido como o Rei Leônidas de 300 e por ser o par de Hilary Swank em P.S. I Love You). Faleceu aos 89 anos de idade, em sua cidade natal.
Borghi era médico e esteve na Segunda Guerra Mundial. No regresso aos Estados Unidos recebeu condecorações e meteu-se no baseball. Mais tarde interessou-se pelo futebol.

## Ligações Externas
Perfil no Soccerhall